# Totem Pole (Tasmanien)

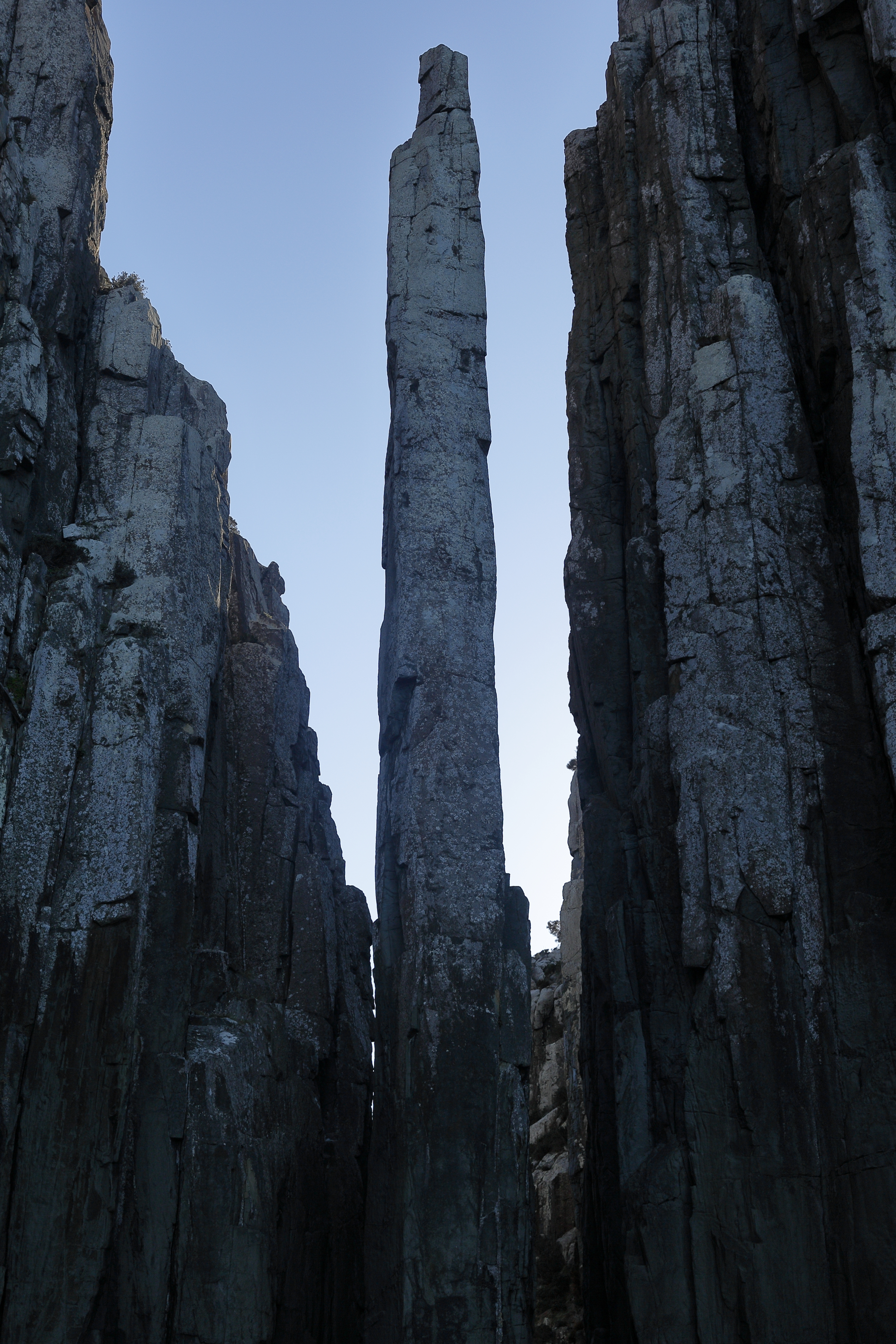
Totem Pole

Der Totem Pole (englisch Totempfahl), auch The Tote genannt, ist ein ausgesprochen markanter Brandungspfeiler an der Südostküste Tasmaniens. Der etwa 65 Meter hohe Doleritfelsen liegt am Cape Hauy im Tasman-Nationalpark und erlangte drei Jahrzehnte nach der Erstbesteigung im Jahr 1968 internationale Bekanntheit als Fotomotiv und Kletterturm.

## Lage und Umgebung
Der Totem Pole ragt am Cape Hauy, einem der östlichsten Punkte der Tasman-Halbinsel, aus der Tasmansee. Er befindet sich am südlichen Eingang eines natürlichen Kanals, der die über 130 Meter hoch aufragenden Felsen des Festlands (Kap) von der nicht weniger imposanten Felsinsel Mitre Rock und einem weiteren, wesentlich massigeren Pfeiler namens „Candlestick“ trennt. Drei bis vier Kilometer westlich der Felskulisse erstreckt sich der beliebte Kiesstrand Fortescue Bay.
Die nächstgelegene bewohnte Ortschaft ist Port Arthur weitere acht Kilometer westlich der Bucht. Die tasmanische Hauptstadt Hobart liegt 62 Kilometer nordwestlich vom Kap.

## Geologie

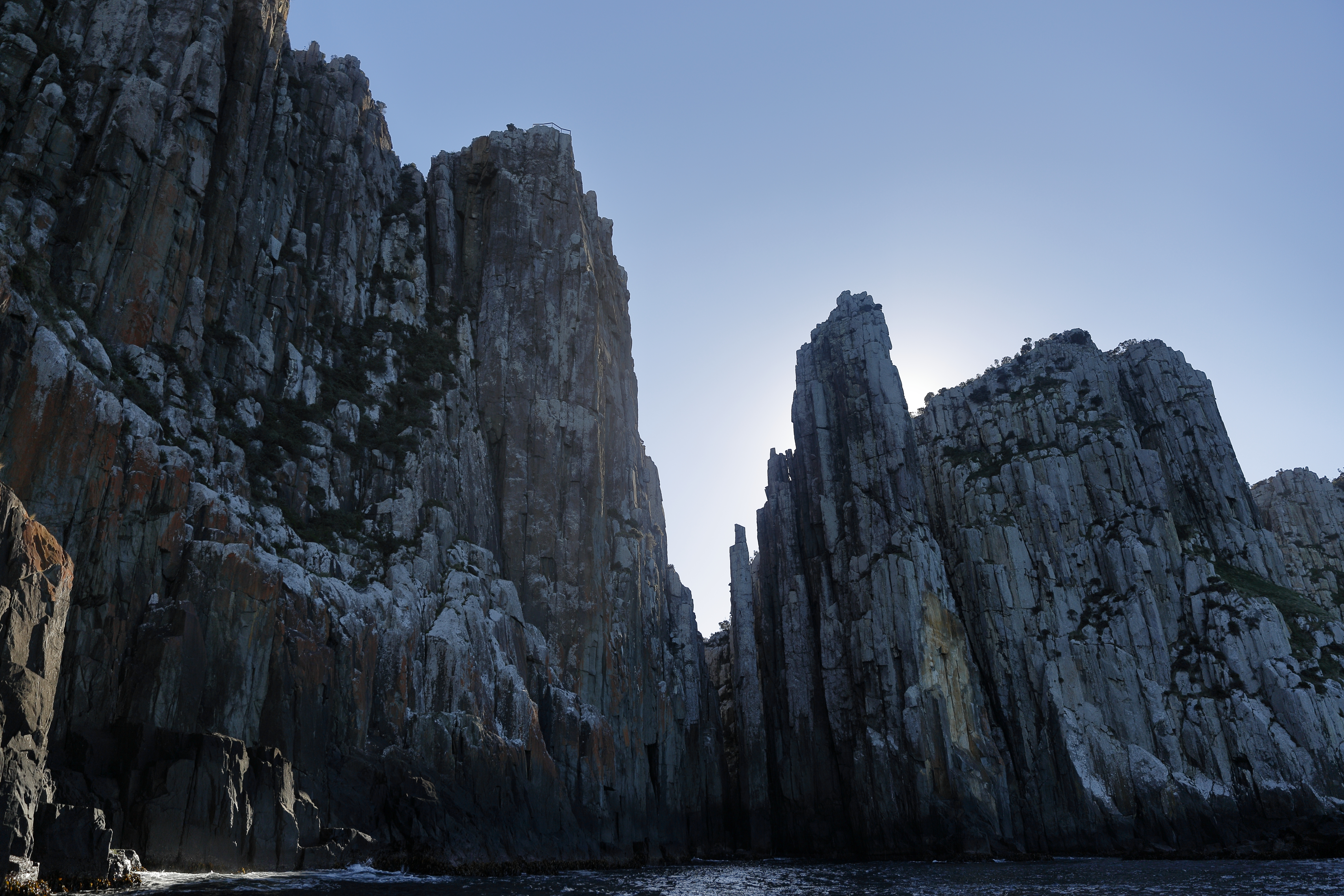
Totem Pole (Mitte) und Candlestick

Der Totem Pole ist aus Dolerit aufgebaut, einem subvulkanischen Erstarrungsgestein, das in geringer Tiefe der Erdkruste gebildet wird. Beim Austritt an die Oberfläche kommt es zur Abkühlung, und es entstehen vertikale symmetrische Risse. Die daraus entstehenden Felsblöcke bilden schließlich fünf- bis sechsseitige Pfeiler mit Durchmessern von wenigen Zentimetern bis mehreren Metern, siehe Lavasäule. Die charakteristische Küste am Cape Hauy entstand wahrscheinlich vor 150 Millionen Jahren im Jura zu einem Zeitpunkt hoher vulkanischer Aktivität. Sie ist Teil einer geologischen Formation, die sich von Australien über Tasmanien in Richtung Antarktis erstreckt.
Geologen vermuten, dass der Totem Pole in seiner heutigen Form erst seit Anfang des 20. Jahrhunderts steht. Wind und Wasser erodierten das Gestein so weit, dass der Pfeiler mit einem Durchmesser von vier Metern vom Festland isoliert wurde. Da das Fundament ununterbrochen der Brandung ausgesetzt ist, kann das „Naturwunder“ jederzeit einstürzen. Gerade darin liegt für viele Kletterer der Reiz.

## Alpinismus

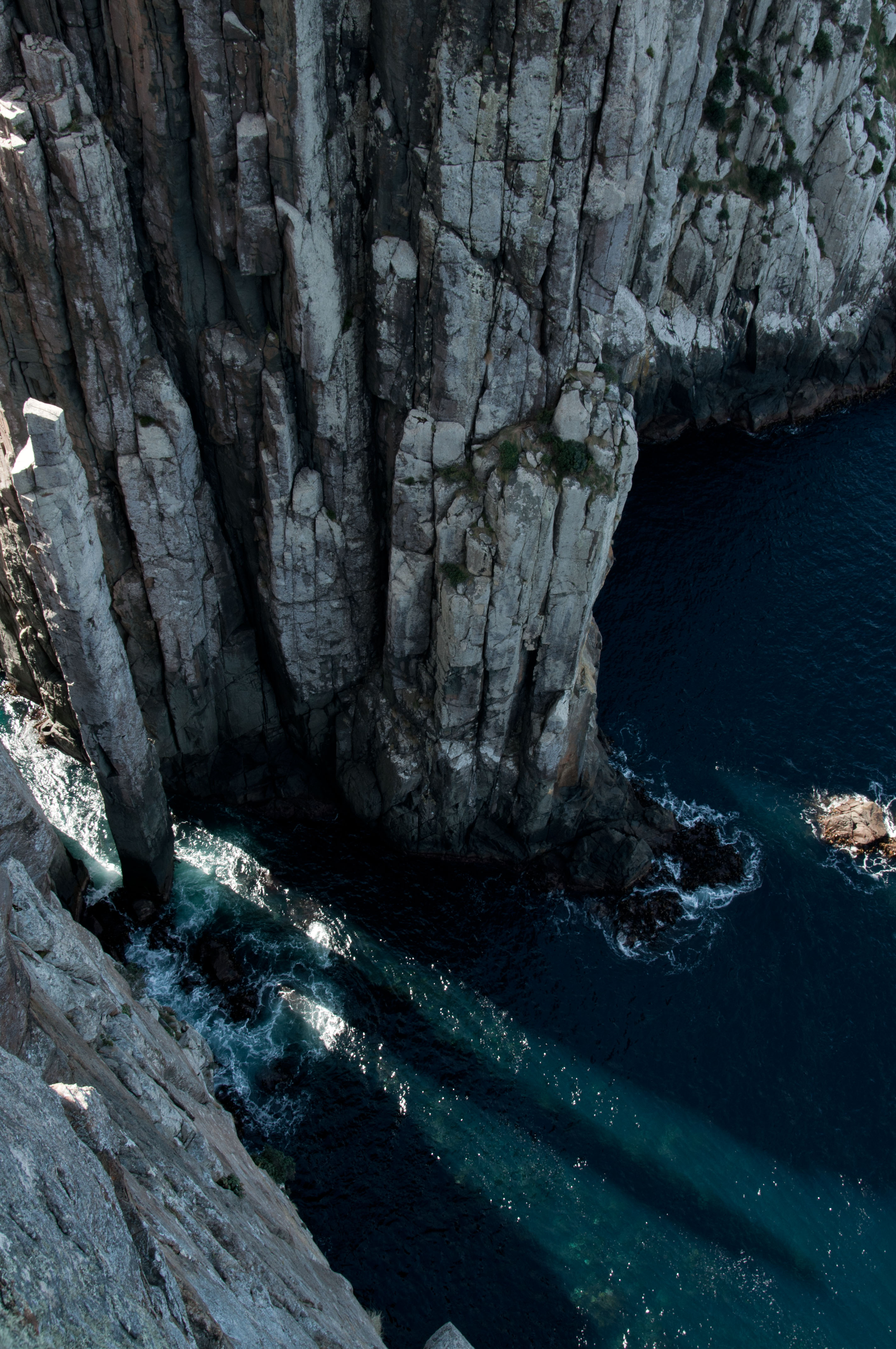
Ansicht vom Festland (Cape Hauy)

### Zugang und Schwierigkeiten
Als Ausgangspunkt für eine Expedition dient der Parkplatz am Ende der Straße C344 an der unbewohnten Fortescue Bay. Von dort führt ein Pfad in etwa anderthalb Stunden zu einer natürlichen Aussichtsplattform am Cape Hauy.
Der Reiz einer Besteigung des Totem Pole liegt weniger in der technischen Schwierigkeit als vielmehr in seiner extremen Lage. Besonders schwierig und gefährlich gestaltet sich der Zustieg zum Fuß des Pfeilers, der sich, ständig vom Meerwasser umspült, feucht und rutschig präsentiert. Neben der Brandung gilt vor allem loses Gestein als Kriterium. Bezwungen wird „The Tote“ über zwei Seillängen à 25 bzw. 40 Metern. Die äußerst geringe Entfernung zum Festland wird von Abenteuerlustigen nicht selten für das Spannen einer Highline genutzt.

### Geschichte
“Imagine a matchstick – scale it up hundreds of times until it is 70 metres high and four metres square. Stand it alone in the sea – a single, free-standing square dolerite column, so fragile to the eye one dares hardly to breathe.”

„Stell dir ein Streichholz vor – vergrößere es hunderte Male, bis es 70 Meter hoch und vier Meter dick ist. Platziere es allein im Meer – einen einzelnen, freistehenden Doleritpfeiler, so zerbrechlich für das Auge, dass man kaum zu atmen wagt.“

Die Erstbegehung des Brandungspfeilers gelang 1968 der australischen Seilschaft John Ewbank und Alan Keller. Aufgrund eines Gewitters mussten die beiden die Nacht auf der Spitze des Pole verbringen. Erst 41 Jahre später wurde die Ewbank-Route (Schwierigkeit 5.13b bzw. X− nach UIAA) durch die Einheimischen Doug McConnel und Dean Rollins zum ersten Mal frei begangen. Die insgesamt zweite Besteigung erfolgte 1993 durch zwei spanische Bigwall-Kletterer. 1995 eröffneten Steve Monks, Simon Mentz, Jane Wilkinson und Simon Carter erstmals im freien Stil die mit 5.12b (IX–) bewertete „Free Route“.
1998 wurde der britische Bergsteiger und Autor Paul Pritchard bei seinem Versuch, den Pfeiler zu besteigen, schwer verletzt. Nachdem ihn ein herabfallender Fels am Kopf getroffen hatte, musste er mehrere Stunden notoperiert werden und erlitt eine Hemiplegie. Die körperliche Beeinträchtigung hinderte ihn nicht daran, 2016 an den Unfallort zurückzukehren und die Besteigung nachzuholen. Außerdem verarbeitete er das Unglück in einem Buch, welches neben Fotos von Simon Carter zur steigenden Bekanntheit des Totem Pole beitrug. Pritchards geplante Route wurde 1999 von Steve Monks absolviert und erhielt den Namen „Deep Play“. Nachdem Lynn Hill am Versuch gescheitert war, gelang Monique Forestier 2003 die erste On-Sight-Begehung. Bernd Arnold, ein sächsischer Kletterer erstieg ihn 2012, er war damals bereits 65 Jahre alt.
Im Herbst 2002 nutzten zwei Greenpeace-Aktivisten den Totem Pole als Schaufläche für ein Transparent mit der Aufschrift „Pirate fishing trades away ocean life!“. Sie demonstrierten damit gegen die illegale Überfischung des von der CCAMLR unter Schutz gestellten Riesen-Antarktisdorsches.